# El Ruini
El Ruini es una entidad de población española del municipio de Gádor, perteneciente a la provincia de Almería, en la comunidad autónoma de Andalucía.

## Toponimia
El nombre del lugar puede encontrarse mencionado con las grafías El Ruini y El Ruiní.

## Historia
En la Enciclopedia universal ilustrada europeo-americana (1919) aparece listado como un barrio municipio de Gádor. Hacia 1970 tenía 126 habitantes. En 2024, la entidad singular de población de El Ruini tenía empadronados 61 habitantes.

## Demografía
| Gráfica de evolución demográfica de El Ruiní entre 2000 y 2022 |
|                                                                |
| Datos según el nomenclátor publicado por el INE.               |